# Transport kolejowy w Rumunii
Transport kolejowy w Rumunii – system transportu kolejowego działający na terenie Rumunii.
W Rumunii istnieje 10 628 km linii kolejowych z czego 4030 km jest zelektryfikowanych. Linie mają normalny rozstaw szyn – 1435 mm. Narodowy przewoźnik to CFR Călători oraz CFR Marfă.

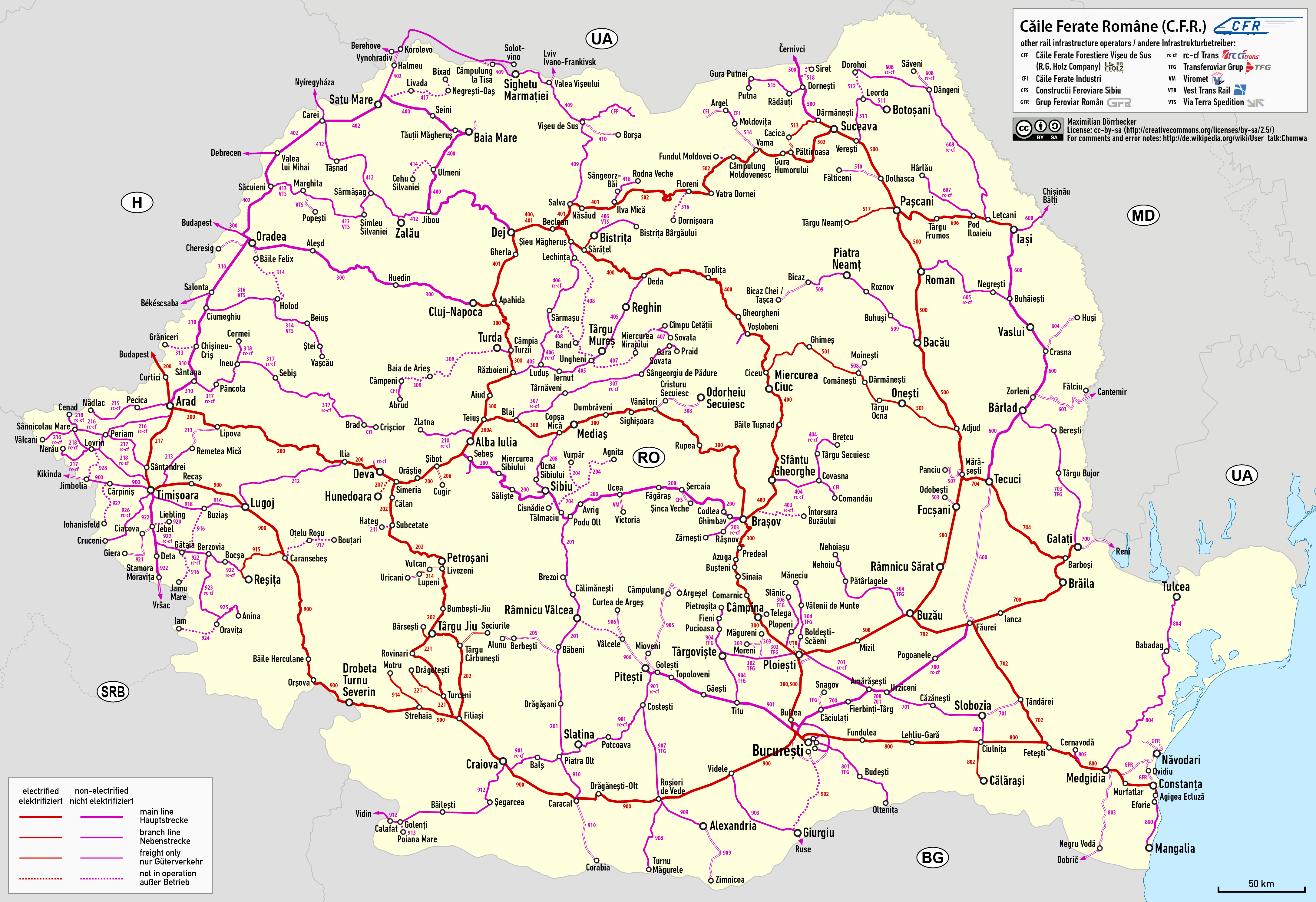
Mapa rumuńskiej sieci kolejowej

## Historia[3]
20 sierpnia 1854 roku otwarto pierwszą linię kolejową na obecnym obszarze Rumunii Oravița – Baziaș o długości 62,2 km. 1 listopada 1856 linia ta została udostępniona dla ruchu pasażerskiego.
Szczególnie silny rozwój sieci kolejowej w Rumunii miał miejsce w latach 1881–1920.
Po 1990 roku spadła wielkość przewozów towarowych. W latach 1992–2001 ogólna długość linii kolejowych zmalała o 420 km.

## Infrastruktura
Najważniejsze rumuńskie węzły kolejowe to: Arad, Brașov, Făurei, Oradea, Ploiești, Roșiorii, Timișoara oraz Bukareszt.
Wysoki jest udział linii jednotorowych sięgający 73% ogólnej długości sieci.
Napięcie obowiązujące na liniach zelektryfikowanych to 25 kV 50 Hz.